# Каюров, Юрий Иванович
Юрий Иванович Каю́ров (род. 30 сентября 1927, Череповец) — советский и российский актёр театра и кино. Народный артист РСФСР (1979). Лауреат двух Государственных премий СССР (1978, 1983) и Государственной премии РСФСР имени К. С. Станиславского (1984).

## Биография
Юрий Каюров родился 30 сентября 1927 года в Череповеце (ныне Вологодской области); позже семья поселилась в Тихвине. Отец, Иван Дмитриевич, в 1937 году был арестован, но в 1939 году освобождён. В первые дни Великой Отечественной войны он отправил семью на родину, в деревню под Белозерском, и ушёл в народное ополчение; погиб в декабре 1941 года, защищая Тихвин.
Не окончив и 7 классов средней школы, Каюров поступил в ремесленное училище, вместе с которым позже переехал из Белозерска в Вологду. В 1944 году он окончил ремесленное училище, получил специальность токаря и был направлен на Ленинградский завод «Вулкан». Позже подал документы в Куйбышевское подготовительное военно-морское авиационное училище, был принят, но на фронт попасть не успел. Службу на флоте Каюров закончил в Ленинграде комендором на борту крейсера «Аврора».
Ещё во время службы на флоте Каюров увлёкся самодеятельностью, занимался в театральной студии при ДК имени Кирова, которой руководили в то время Василий Меркурьев и его жена Ирина Мейерхольд. Демобилизовавшись, в 1949 году, он подал заявление в Ленинградский театральный институт имени А. Н. Островского и был принят сразу на второй курс. Его наставниками в институте стали Е. И. Тиме и Н. Е. Серебряков.
По окончании института, в 1952 году Каюров был приглашён в Саратовский драматический театр им. К. Маркса. В этом театре он служил 15 лет, среди сыгранных ролей — Незнамов в пьесе «Без вины виноватые» и Карандышев в «Бесприданнице» А. Островского, Марат в пьесе А. Арбузова «Мой бедный Марат», Алексей в «Оптимистической трагедии» Вс. Вишневского, Часовников в «Океане» А. Штейна. Возглавлявший в те годы театр Николай Бондарев навсегда остался одним из самых любимых театральных режиссёров Каюрова.
Широкую известность актёру периферийного театра принёс кинематограф, в котором он дебютировал в 1961 году в роли молодого Ленина в фильме «В начале века». В дальнейшем Юрию Каюрову ещё не раз довелось играть Ленина, в том числе в фильме Ю. Карасика «Шестое июля» и в фильме С. Юткевича «Ленин в Париже», за который он в 1983 году был удостоен Государственной премии СССР. Но ещё раньше, в 1965 году, Каюров сыграл Ленина в телевизионном фильме «Сквозь ледяную мглу», — именно эту работу актёра заметили в Малом театре.
Приглашённый в 1967 году в Малый театр на роль Ленина в спектакле «Джон Рид», Юрий Каюров по-настоящему раскрылся в ролях классического репертуара — в пьесах А. Н. Островского, А. П. Чехова и А. М. Горького. Среди лучших его ролей — также Сафонов в «Русских людях» К. Симонова и Полоний в «Убийстве Гонзаго» Н. Йорданова. В Малом театре актёр служит и в настоящее время.
Юрий Каюров является действительным членом Петровской академии наук и искусств.

## Семья
Отец — Иван Дмитриевич Каюров (1896—1941). В начале Великой Отечественной войны ушёл в народное ополчение, погиб в декабре 1941 года в бою под городом Тихвин.
Мать — Ольга Алексеевна Каюрова (1900—1977).
Супруга — Валентина Леонидовна Каюрова (1928—2005), по профессии врач-стоматолог, работала в медицинской части Малого театра.
Сын — Леонид Каюров (род. 1956) — дьякон РПЦ, в прошлом советский артист театра и кино. С 1981 по 2017 год был женат на актрисе Ирине Корытниковой (1959—2017).

## Творчество

### Роли в театре

#### Саратовский театр драмы
- 1962 — «Четверо под одной крышей» М. Смирнова, М. Крайндель. Постановка Якова Рубина — Серёжа Разумов, аспирант
- «Годы странствий» А. Н. Арбузова — Ведерников
- «Мой бедный Марат» А. Н. Арбузова — Марат
- «Оптимистическая трагедия» Вс. В. Вишневского. Постановка Н. А. Бондарева — Алексей
- «Океан» А. П. Штейна — Часовников
- «Без вины виноватые» А. Н. Островского — Незнамов
- «Бесприданница» А. Н. Островского — Карандышев
- «Зыковы» М. Горького — Михаил Зыков
- «В старой Москве» — Николай
- «Заглянуть в колодец» Я. И. Волчека — Торчиков

#### Малый театр
- 1967 — «Джон Рид» Е. Симонова — В. И. Ленин
- 1969 — «Бешеные деньги» А. Н. Островского. Постановка Леонида Варпаховского — Савва Геннадич Васильков[3]
- 1975 — «Русские люди» К. Симонова. Постановка Бориса Равенских — Иван Никитич Сафонов
- 1981 — «Фома Гордеев» М. Горького. Постановка Б. А. Львов-Анохина — Маякин
- 1985 — «Зыковы» М. Горького, Постановка Л. Е. Хейфеца — Антипа Зыков
- 1991 — «Убийство Гонзаго» Н. Йорданова — Полоний
- 1996 — «Дядя Ваня» А. П. Чехова — Серебряков
- 1998 — «Вишнёвый сад» А. П. Чехова — Фирс
- 2001 — «Иванов» А. П. Чехова. Постановка В. М. Соломина — Шабельский
- 2010 — «Сон героини» А. Галина. Постановка Александра Галина — Шубин

### Работы на телевидении
- «Вишнёвый сад» А. П. Чехова. Постановка Л. Хейфеца (телеспектакль) — Лопахин

### Фильмография
- 1961 — В начале века — Ленин
- 1964 — Сумка, полная сердец — Лёшка Лиходеев
- 1965 — Сквозь ледяную мглу — Ленин
- 1967 — Исход — Ленин
- 1968 — Суровое утро — Ленин
- 1968 — Шестое июля — Ленин
- 1969 — Почтовый роман — Ленин
- 1970 — Кремлёвские куранты — Ленин
- 1970 — Угол падения — Ленин
- 1970 — Посланники вечности — Ленин
- 1971 — Долгие проводы — Николай Сергеевич
- 1972 — Чёрные сухари — Ленин
- 1972 — Инженер Прончатов — Григорий Семёнович Вишняков, парторг
- 1972 — Айрик — Семён Семёнович
- 1973 — Звёздный час — Ленин
- 1974 — Пламя — Лагун
- 1975 — Пропавшая экспедиция — Волжин
- 1975 — Трактирщица — граф Альбафиорита
- 1976 — Огненный мост — Хомутов
- 1976 — Там, за горизонтом
- 1976 — Золотая речка — Волжин
- 1976 — Вдовы — военком Кротов
- 1976 — Меня ждут на земле — генерал
- 1977 — Строгая мужская жизнь — генерал-полковник, командующий округом
- 1977 — Хождение по мукам — Ленин
- 1978 — И это всё о нём — Голубинь
- 1978 — Маршал революции — Ленин
- 1979 — Ссыльный № 011 — Ленин
- 1979 — Поэма о крыльях — Ленин
- 1979 — Моя Анфиса — отец Николая
- 1980 — Белый снег России — Крыленко
- 1980 — Что можно Кузенкову? (Новелла)
- 1980 — Ночное происшествие — Владыкин
- 1980 — Государственная граница. Фильм 1-й: «Мы наш, мы новый…» — Ленин
- 1980 — Главный конструктор — Рагозин, зам. наркома
- 1981 — Ленин в Париже — Ленин
- 1981 — Следствие ведут ЗнаТоКи. Из жизни фруктов — Пётр Никифорович
- 1983 — Взятка. Из блокнота журналиста В. Цветкова — прокурор
- 1986 — Говорит Москва — Троицкий
- 1987 — В Крыму не всегда лето — Ленин
- 1991 — Дело Сухово-Кобылина — директор императорских театров
- 1993 — Несравненная
- 1994 — Петербургские тайны — старший следователь
- 2000 — Романовы. Венценосная семья — генерал Алексеев
- 2001 — Ключи от смерти — Пирумов

## Признание и награды
- орден «За заслуги перед Отечеством» II степени (2 марта 2018) — за большой вклад в развитие отечественной культуры и искусства, многолетнюю плодотворную деятельность[4]
- орден «За заслуги перед Отечеством» III степени (14 июля 2007) — за большой вклад в развитие отечественного театрального искусства и многолетнюю творческую деятельность[5]
- орден «За заслуги перед Отечеством» IV степени (15 сентября 2003) — за большой вклад в развитие отечественного искусства[6]
- орден Почёта (13 октября 1998) — за заслуги перед государством, большой вклад в укрепление дружбы и сотрудничества между народами, многолетнюю плодотворную деятельность в области культуры и искусства[7]
- орден Октябрьской Революции (23 октября 1987)
- орден Трудового Красного Знамени (22 июня 1971)
- орден Дружбы народов (4 ноября 1974)
- Государственная премия СССР (1978) — за участие в цикле ТВ-фильмов «Наша биография» (1976—1977)
- Государственная премия СССР (1983) — за исполнение роли В. И. Ленина в фильме «Ленин в Париже» (1981)
- Государственная премия РСФСР имени К. С. Станиславского (1984) — за исполнение роли Владимира Алексеевича Васильева в спектакле «Выбор» Ю. В. Бондарева
- Народный артист РСФСР (6 августа 1979)
- Заслуженный артист РСФСР (14 октября 1963)[8]
- Серебряная медаль им. А. П. Довженко Александру Сметанину, Михаилу Кураеву, Анатолию Гранику, Льву Колганову, Николаю Строганову, Юрию Каюрову, Роману Громадскому, Всеволоду Кузнецову, Анатолию Пустохину, Анатолию Матешко за фильм «Строгая мужская жизнь» (1977)[9].